# Lodowa Szczerbina
Lodowa Szczerbina (słow. Ľadová štrbina, niem. Markasitscharte, węg. Markazit-rés, 2585 m n.p.m.) – płytka przełączka w głównej grani Tatr, położona pomiędzy Lodową Kopą (Malý Ľadový štít, 2603 m) a Lodowym Szczytem (Ľadový štít, 2627 m). Po zachodniej stronie przełęczy znajduje się Sobkowy Żleb (Suchý žľab) uchodzący do Doliny Zadniej Jaworowej (Zadná Javorová dolina), a po stronie wschodniej – Dolina Pięciu Stawów Spiskich (kotlina Piatich Spišských plies). Pomiędzy Lodową Szczerbiną a wierzchołkiem Lodowego Szczytu w grani tkwią jeszcze Lodowe Czuby, od najwyższego punktu masywu oddzielone Wyżnią Lodową Szczerbiną.
Na Lodową Szczerbinę nie prowadzi żaden szlak turystyczny. Jest ona najczęściej odwiedzana przez turystów i taterników przechodzących z Lodowej Kopy na Lodowy Szczyt.
Pierwsze potwierdzone wejścia:
- latem: Heinrich Fabesch, Adolf Resch, 16 lipca 1900 r.,
- zimą: István Zamkovszky, 5 stycznia 1932 r.

## Bibliografia

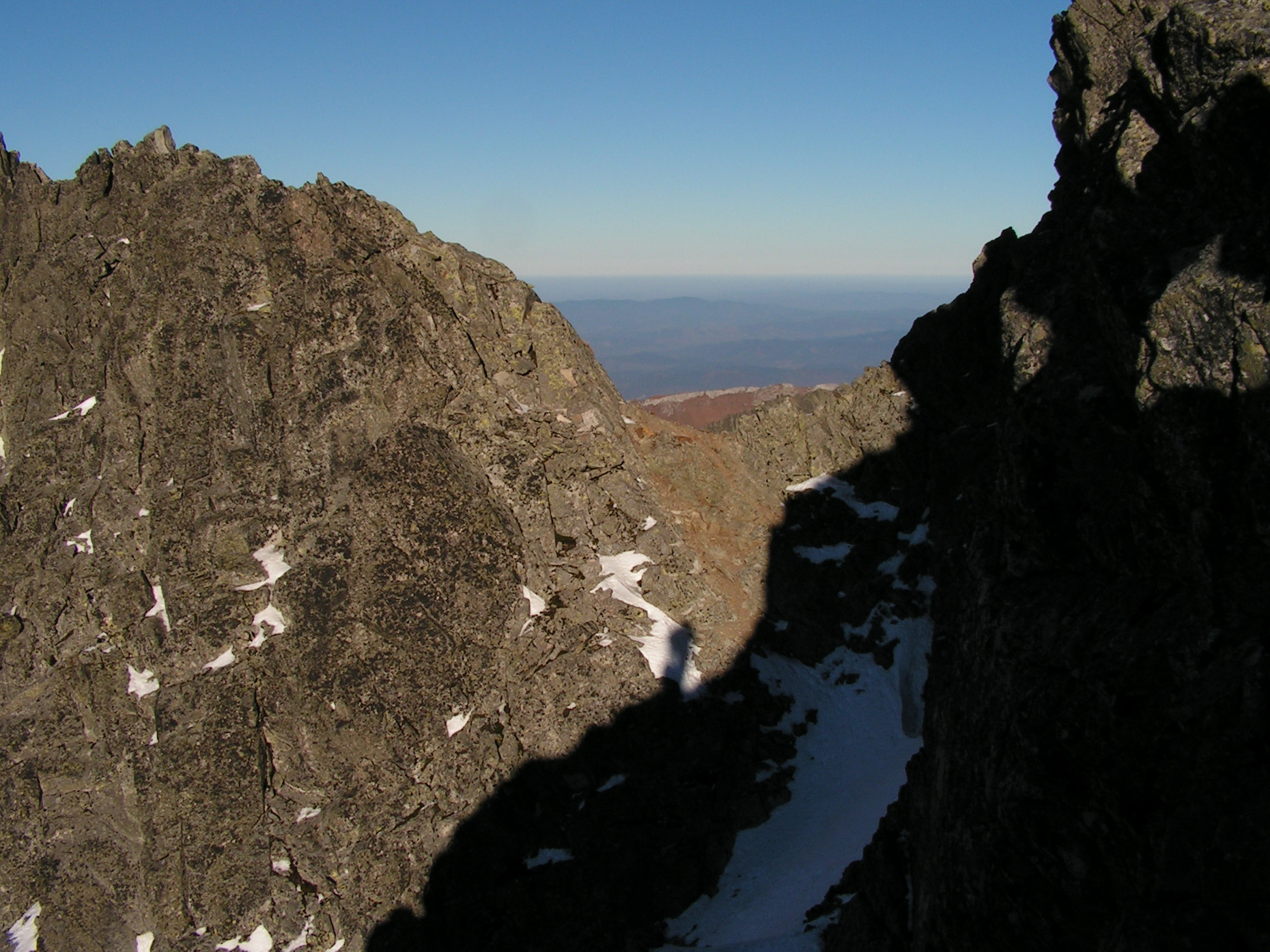
Lodowa Szczerbina